# Maggie Gripenberg

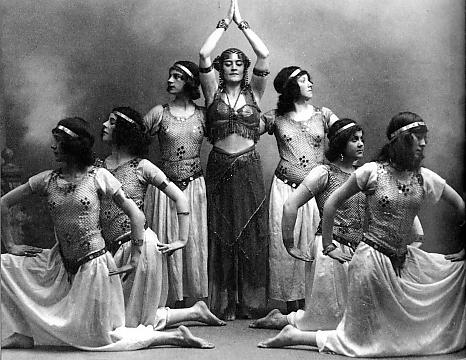
Maggie Gripenberg (mitten) i Peer Gynt år 1916.

Margarita Maria (Maggie) Gripenberg, född 11 juni 1881 i Helsingfors, Finland, död 28 juli 1976 i Mariehamn, var en finländsk dansare.
Gripenberg spelar den ena stora kvinnorollen i Nobelpristagaren, rollen kom att bli hennes enda framträdande i svensk film.
Hon tilldelades Pro Finlandia-medaljen 1958.
Hon är begravd på Sandudds begravningsplats i Helsingfors.

## Filmografi
- 1918 – Nobelpristagaren